# Eurypoda batesi
Eurypoda batesi är en skalbaggsart som beskrevs av Charles Joseph Gahan 1894. Eurypoda batesi ingår i släktet Eurypoda och familjen långhorningar.
Artens utbredningsområde är Laos. Inga underarter finns listade i Catalogue of Life.